# Praedium
Praedium (prædium) est un mot latin qui signifiait à l'origine, d'après Varron, toute propriété qui était devenue une garantie pour l'État par un praes (caution) : " Praedia dicta, item ut praedes, praestando, quod ea pignori data publice mancupis fidem praestent". Par la suite l'usage du mot a été limité pour signifier la terre en général. En ce sens praedia a été divisée en rustica et urbana, dont la définition suivante a été donnée:
- praedia rustica - celles sur lesquels il n'y a pas d'aedes (maison, foyer) ou qui sont à la campagne (en agro);
- praedia urbana - celles qui sont dans la ville et comprennent des bâtiments.

Les choses incorporelles qui ne consistaient pas dans la propriété de la praedia, mais dans certains droits à leur égard (servitudes), s'appelaient iura praediorum. Un praedium qui était exposé à un servitus était dit « servire » et était un « praedium serviens ».
Praedium a donné prédial en français.

## Traité d'agriculture
Une série d'ouvrages apparaissent au cours du XVIe siècle et qui traitent d'économie agricole incorporent les mots « Praedium rusticum », qui aussitôt traduits en français seront à l'origine de toute une série d'ouvrages qui incorporeront désormais les mots « maison rustique ». Ils incorporent la somme des connaissances de l'époque à l'usage du gentilhomme campagnard. On compte parmi ceux-ci:
- Jacques Vanière. Praedium rusticum, ouvrage en 16 livres, où il chante les travaux et les plaisirs de la campagne.
- Charles Estienne. Praedium rusticum, In Quo Cuiusuis Soli vel Culti vel Inculti Platarum Vocabula ac Descriptiones, Earumque Conseredarum atque Excolendarum Instrumenta suo Ordine Describuntur, Paris, 1554 (en ligne)
- Jean Liebault : Praedium rusticum, In Quo Cuiusuis Soli vel Culti vel Inculti Platarum Vocabula ac Descriptiones, Earumque Conseredarum atque Excolendarum Instrumenta suo Ordine Describuntur. Paris, 1554. Première édition en latin de ce qui devient L’Agriculture et maison rustique, en 1564 avec Charles Estienne ;
- Jean-Augustin Capperonnier. Jacobi Vanierii. Praedium rusticum. Nova editio, aucta ecloguae R. P. Badon, Paris, Imprimerie J. Barbou, 1774, in-8°, XVI-428 p.